# Григоращенко Анатолій Лукич
Анатолій Лукич Григоращенко (нар. 28 грудня 1930, село Трапівка, тепер Одеської області — 22 вересня 1999, місто Жидачів Львівської області) — український радянський діяч, старший машиніст папероробних машин Жидачівського картонно-паперового комбінату Львівської області. Герой Соціалістичної Праці (20.04.1971).

## Біографія
Працював електрозварником на будівництві Жидачівського картонно-паперового комбінату. Потім здобув спеціальність машиніста папероробних машин.
Член КПРС.
З 1960-х років — старший машиніст папероробних машин Жидачівського картонно-паперового комбінату імені 50-річчя Великої Жовтневої соціалістичної революції Львівської області.
Указом Президії Верховної Ради СРСР від 20 квітня 1971 року Анатолію Григоращенко присвоєно звання Героя Соціалістичної Праці з врученням ордена Леніна і золотої медалі «Серп і Молот».
Потім — на пенсії в місті Жидачеві Львівської області.

## Нагороди
- Герой Соціалістичної Праці (20.04.1971)
- два ордени Леніна (20.04.1971)
- медалі